# 馬來西亞足球總會
馬來西亞足球總會（英語：Football Association of Malaysia，簡稱大馬足總）是專門管轄馬來西亞足球事務的組織。該組織成立於1933年，並在1956年加入國際足協。該組織還是亞洲足協和東南亞足球協會的成員。